# Aristidis Grigoriadis
Aristidis Grigoriadis grec. Αριστείδης Γρηγοριάδης (ur. 6 grudnia 1985) – grecki pływak, mistrz świata i mistrz Europy na basenie 50 m w wyścigu na 50 m grzbietowym. Dwukrotny uczestnik Igrzysk Olimpijskich.

## Sukcesy

### Mistrzostwa świata
- 2005 Montreal –  (50 m grzbietowym)

### Mistrzostwa Europy
- 2006 Budapeszt –  (50 m grzbietowym)
- 2006 Budapeszt –  (100 m grzbietowym)
- 2008 Eindhoven –  (50 m grzbietowym)
- 2008 Eindhoven –  (100 m grzbietowym)
- 2012 Debreczyn –  (100 m grzbietowym)